# جورجيو باستا
جورجيو باستا (بالألمانية: Giorgio Basta) (و. 1550 – 1607 م) هو ضابط، وكاتب غير روائي من الإمبراطورية الرومانية المقدسة، ولد في روكافورزاتا، ويحمل رتبة عسكرية فريق أول، توفي في براغ، عن عمر يناهز 57 عاماً.